# جوديث بليك
جوديث بليك (بالإنجليزية: Judith Blake)‏ هي عالمة اجتماع أمريكية، ولدت في 1926 في نيويورك في الولايات المتحدة، وتوفيت في 1993.